# Love Live! Sunshine!!
Love Live! Sunshine!! (ラブライブ! サンシャイン!!, Rabu Raibu! Sanshain!!) est un projet multimédia codéveloppé par l'éditeur ASCII Media Works, le label musical Lantis et le studio d'animation Sunrise. Le projet est une suite et un spin-off de Love Live! et tourne autour d'un groupe d'écolières fictives, Aqours, qui deviennent des idoles afin de sauver leur école de la fermeture, tout comme le groupe d'idoles de la série originale. Une série animée de 13 épisodes produite par Sunrise et réalisée par Kazuo Sakai a été diffusée entre juillet et septembre 2016. Une seconde saison a été diffusée entre octobre et décembre 2017. Un film d'animation est sorti en janvier 2019 : Love Live! Sunshine!! The School Idol Movie: Over the Rainbow.
Le 27 mai 2017, la section Love Live! sur le site de Bushimo est mise à jour avec l'annonce d'un troisième groupe. Le nom Perfect Dream Project devient alors Nijigasaki Gakuen School idol Club.

## Synopsis
L'action se déroule à Uchiura, près de Numazu, dans la préfecture de Shizuoka. L'école locale, le lycée pour fille Uranohoshi (浦の星女学院, Uranohoshi Jogakuin), doit fermer et être fusionnée avec un autre lycée de Numazu. Chika Takami, une fille se décrivant comme normale, s'inspire de μ's pour rassembler des amies et former son propre groupe d'idoles appelé Aqours (ア ク ア, Akua). Cherchant à promouvoir l'école pour empêcher la fermeture, elles vont s'inscrire au « Love Live! », un concours d'idoles scolaires, déjà remporté par μ's dans le passé. Mais il est beaucoup plus difficile qu'avant à cause de l'augmentation des participantes.

## Personnages

### Aqours
Chika Takami (高海 千歌, Takami Chika)
Doublée par Anju Inami
En 2e année au lycée Uranohoshi, Chika est une fille enjouée et dynamique. C'est la leader du groupe.
Riko Sakurauchi (桜内 梨子, Sakurauchi Riko)
Doublée par Rikako Aida
En 2e année au lycée Uranohoshi, Riko est une élève transférée provenant de l'académie Otonokizaka. C'est une pianiste douée. Elle a une passion secrète pour les manga érotique pour filles.
Kanan Matsuura (松浦 果南, Matsuura Kanan)
Doublée par Nanaka Suwa
En 3e année au lycée Uranohoshi, Kanan est amie avec Dia et Mari. Lors de leur 1re année, elles avaient déjà tenté de créer un groupe toutes les trois, mais elles durent renoncer pour plusieurs raisons.
Dia Kurosawa (黒澤 ダイヤ, Kurosawa Daiya)
Doublée par Arisa Komiya
En 3e année au lycée Uranohoshi, Dia est la présidente du conseil des élèves. Elle est une très grande fan de µ's.
Yō Watanabe (渡辺 曜, Watanabe Yō)
Doublée par Shuka Saitō
En 2e année au lycée Uranohoshi, You est l'amie d'enfance de Chika, et membre du club de natation. Elle utilise l'expression "Yōsoro!", dérivée de son nom et d'un terme de navigation signifiant "En avant!".
Yoshiko Tsushima (津島 善子, Tsushima Yoshiko)
Doublée par Aika Kobayashi
En 1re année au lycée Uranohoshi, Yoshiko est une Chûnibyô, elle préfère qu'on l'appelle Yohane (ヨハネ), l'ange déchu.
Hanamaru Kunikida (国木田 花丸, Kunikida Hanamaru)
Doublée par Kanako Takatsuki
En 1re année au lycée Uranohoshi, Hanamaru est issue d'une famille rurale et elle est toujours impressionnée par tous les éléments technologique aussi banal soient-ils. Elle est amie avec Ruby depuis le collège, et a connu Yoshiko en primaire. Elle parle le dialecte de Shizuoka et termine toutes ses phrases par « Zura », ce qui lui valut le surnom de Zuramaru par Yoshiko.
Mari Ohara (小原 鞠莉, Ohara Mari)
Doublée par Aina Suzuki
En 3e année au lycée Uranohoshi, Mari est aussi la directrice car ces parents ont donné une grosse somme d'argent à l'école. Elle parle parfaitement anglais ayant étudié un an et demi à l'étranger. Elle utilise d'ailleurs de nombreuses expressions anglaises lorsqu'elle parle.
Ruby Kurosawa (黒澤 ルビィ, Kurosawa Rubii)
Doublée par Ai Furihata
En 1re année au lycée Uranohoshi, Ruby est la sœur cadette de Dia, dont elle est très proche. Elle utilise l'expression "Ganbaruby", un mélange du mot "ganbare" (がんばれ, trad. Faites de votre mieux)) et de son nom.
| Nom                             | Doubleuse                     | Anniversaire | Année | Couleur       | Sous-groupe |
| ------------------------------- | ----------------------------- | ------------ | ----- | ------------- | ----------- |
| Chika Takami (高海 千歌)        | Anju Inami (伊波 杏樹)        | 1er août     | 2e    | Orange        | CYaRon!     |
| Riko Sakurauchi (桜内 梨子)     | Rikako Aida (逢田 梨香子)     | 19 septembre | 2e    | Rose Sakura   | Guilty Kiss |
| Kanan Matsuura (松浦 果南)      | Nanaka Suwa (諏訪 ななか)     | 10 février   | 3e    | Vert Emeraude | AZALEA      |
| Dia Kurosawa (黒澤 ダイヤ)      | Arisa Komiya (小宮 有紗)      | 1er janvier  | 3e    | Rouge         | AZALEA      |
| Yō Watanabe (渡辺 曜)           | Shuka Saitō (斉藤 朱夏)       | 17 avril     | 2e    | Bleu clair    | CYaRon!     |
| Yoshiko Tsushima (津島 善子)    | Aika Kobayashi (小林 愛香)    | 13 juillet   | 1e    | Blanc         | Guilty Kiss |
| Hanamaru Kunikida (国木田 花丸) | Kanako Takatsuki (高槻かなこ) | 4 mars       | 1e    | Jaune         | AZALEA      |
| Mari Ohara (小原 鞠莉)          | Aina Suzuki (鈴木 愛奈)       | 13 juin      | 3e    | Violet        | Guilty Kiss |
| Ruby Kurosawa (黒澤 ルビィ)     | Ai Furihata (降幡 愛)         | 21 septembre | 1e    | Rose          | CYaRon!     |

### Saint Snow
Le groupe rival de Aqours, originaire de la ville de Hakodate à Hokkaidō.
Sarah Kazuno (鹿角 聖良, Kazuno Seira)
Doublée par Asami Tano
Sarah Kazuno est l'aînée des sœurs Kazuno. Elle parle de manière douce et polie. Elle est en 3e année au lycée.
Leah Kazuno (鹿角 理亞, Kazuno Ria)
Doublée par Hinata Satō
Leah Kazuno est la cadette des sœurs Kazuno. Contrairement à sa sœur, elle a un caractère plus dur. Elle est en 1re année au lycée.
| Nom                      | Doubleuse               | Anniversaire | Année | Couleur   |
| ------------------------ | ----------------------- | ------------ | ----- | --------- |
| Sarah Kazuno (鹿角 聖良) | Asami Tano (田野アサミ) | 4 mai        | 3e    | Bleu Ciel |
| Leah Kazuno (鹿角 理亞)  | Hinata Satō (佐藤日向)  | 12 décembre  | 1e    | Blanc     |

### Autres personnages
Shima Takami (高海 志満, Takami Shima)
Doublée par Kana Asumi
Sœur de Chika, et aînée de la famille Takami. Elle tient une auberge traditionnelle dans laquelle vivent les 3 sœurs.
Mito Takami (高海 美渡, Takami Mito)
Doublée par Kanae Itō
Sœur de Chika, elle se situe au milieu de la fratrie. Elle travaille dans une entreprise locale.
Yoshimi (よしみ), Itsuki (いつき), Mutsu (むつ)
Doublée par Risae Matsuda (Yoshimi), Hisako Kanemoto (Itsuki), Yū Serizawa (Mutsu)
Camarades de classe de Chika, Yō et Riko. Elles aident régulièrement le groupe.
Note : la première syllabe de leurs prénoms "Yo", "Itsu" et "Mu" peuvent se lire "4", "5" et "6".
Mère de Chika (千歌の母, Chika no haha)
Doublée par Rie Kugimiya
Elle a une apparence juvénile. Elle travaille loin et ne passe voir ses filles qu'occasionnellement.
Mère de Riko (梨子の母, Riko no haha)
Doublée par Nana Mizuki
Etant voisine, elle s'est liée d'amitié avec la famille Takami.
Mère de Yoshiko (善子の母, Yoshiko no haha)
Doublée par Hekiru Shiina
Elle est enseignante. Elle n'apprécie pas trop les passe-temps particuliers de sa fille.
Tsuki Watanabe (渡辺月, Watanabe Tsuki)
Doublée par Tomoyo Kurosawa
Cousine de Yō, elles ont le même âge et partagent de nombreux traits de caractère. Elle est présidente du conseil des élèves de la nouvelle école à laquelle les filles de Uranohoshi doivent être transférées. Elle n’apparaît que dans le film et n'a pas encore été mentionné dans d'autres médias.
Mère de Mari (鞠莉の母, Mari no haha)
Doublée par Akiko Yajima

## Média

### Manga
Un manga intitulé Love Live! Sunshine !!, écrit par Sakurako Kimino et illustré par Masaru Oda, a commencé dans le numéro de mai 2016 du magazine Dengeki G's Magazine. Le premier volume tankōbon a été publié le 24 septembre 2016. Un fan-book de 160 pages d'Aqours, intitulé Love Live! Sunshine!! First Fan Book, a été publié le 26 juin 2016. Le livre a été publié par ASCII Media Works et contient une présentation des membres d'Aqours, un manga original écrit par Sakurako Kimino et une couverture dessinée par Yuhei Murota.

### Anime
Une série télévisée animée de 13 épisodes, produite par Sunrise et réalisée par Kazuo Sakai, a été diffusée entre le 2 juillet et le 24 septembre 2016. La série est diffusée en France chez Wakanim. Les thèmes d'ouverture et de fin sont respectivement « Aozora Jumping Heart » et « Yume kataru yori yume utaou », interprétés par Aqours. Une seconde saison a été diffusée entre le 7 octobre et le 30 décembre 2017 . Les génériques, toujours interprétés par Aqours, sont « Mirai no Bokura wa shitteru yo » et « Yuuki wa doko ni? Kimi no mune ni! ». Un film d'animation a été diffusé le 4 janvier 2019 au Japon.
Le 26 juin 2022, à l'issue du concert "WINDY STAGE" du groupe Aqours, une nouvelle série animée dérivée a été annoncée. Intitulée « Yohane the Parhelion -SUNSHINE in the MIRROR- (幻術の ヨハネ -SUNSHINE in the MIRROR-, Genjitsu no Yohane - SUNSHINE in the MIRROR) », elle sera produite par Bandai Namco Filmworks et réalisée par Asami Nakatani avec Toshiya Ono au scénario, Yumiko Yamamoto à la conception des personnages et Tatsuya Katō à la composition musicale. La diffusion a débuté le 2 juillet 2023. Elle est disponible en France sur ADN.

### Jeux vidéo
En janvier 2016, l'éditeur du jeu de rythme Love Live! School Idol Festival a annoncé que les membres d'Aqours sont ajoutés au jeu à partir de juillet 2016 . Le service a été arrêté le 31 mars 2023.

### Fan club
Aqours CLUB est le fan club officiel de Love Live! Sunshine!! et d'Aqours. Annoncé pour la première fois le 5 avril 2017, il a été officiellement lancé le 30 juin 2017 avec la sortie de la chanson thème du projet. Il donne droit à des accès anticipés aux billets pour les activités et fan meeting, ainsi qu'une carte de membre. Le renouvellement se fait par un code inclus dans le single annuel "Aqours Club CD".

## Musique
Tous comme leurs ainées, les neuf idoles d' Aqours sont regroupées en trois units : CYaRon! (Chika, Ruby et Yô), AZALEA (Dia, Kanan et Hanamaru) et Guilty Kiss (Yoshiko, Riko et Mari). Les singles numérotés d' Aqours incluent une vidéo de musique animée.
| Titre | Artiste(s)                                 | Date de sortie    | Top Oricon | Notes                                                                           |
| --- | ------------------------------------------ | ----------------- | ---------- | ------------------------------------------------------------------------------- |
| Kimi no Kokoro wa Kagayaiteru kai? (君のこころは輝いてるかい？)                                            | Aqours                                     | 7 octobre 2015    | 3          | 1er single                                                                      |
| Koi ni Naritai AQUARIUM (恋になりたいAQUARIUM)                                                             | Aqours                                     | 27 avril 2016     | 3          | 2e single                                                                       |
| Jingle Bells ga Tomaranai (ジングルベルがとまらない)                                                       | Aqours                                     | 23 novembre 2016  | 3          | Single pour le jeu mobile Love Live! School Idol Festival                       |
| HAPPY PARTY TRAIN                                                                                          | Aqours                                     | 5 avril 2017      | 2          | 3e single                                                                       |
| Thank you, FRIENDS!!                                                                                       | Aqours                                     | 1er août 2018     | 3          | Thème du Aqours 4th Love Live! - Sailing To The Sunshine                        |
| Bouken Type A, B, C‼ (冒険Type A, B, C!!)                                                                  | Aqours                                     | 26 juillet 2019   | n/a        |                                                                                 |
| Mitaiken HORIZON (未体験HORIZON) / Deep Resonance                                                          | Aqours                                     | 25 septembre 2019 | 3          | 4e single (Collaboraton avec Shadowverse)                                       |
| KOKORO Magic "A to Z"                                                                                      | Aqours                                     | 30 octobre 2019   | 4          | Single pour le jeu Love Live! SIF ALL STARS                                     |
| Fantastic Departure!                                                                                       | Aqours                                     | 22 juillet 2020   | 3          | Thème du Aqours 6th LoveLive!                                                   |
| smile smile ship Start!                                                                                    | Aqours                                     | 31 mars 2021      | 4          | Single pour le 5e anniversaire de Love Live! Sunshine!                          |
| KU-RU-KU-RU Cruller!                                                                                       | Aqours                                     | 22 septembre 2021 | 6          | 5e single (Collaboration avec Monster Strike)                                   |
| Nandodatte Yakusoku! (なんどだって約束!)                                                                   | Aqours                                     | 13 avril 2022     | 3          | Thème du Aqours 6th LoveLive!                                                   |
| Eikyu hours (永久hours)                                                                                    | Aqours                                     | 18 décembre 2024  | 1          | Thème du Aqours Finale LIVE                                                     |
| Single de l'animé                                                                                          |                                            |                   |            |                                                                                 |
| Aozora Jumping Heart (青空Jumping Heart)                                                                   | Aqours                                     | 20 juillet 2016   | 4          | Générique de début (Saison 1)                                                   |
| Yume Kataru yori Yume Utaou (ユメ語るよりユメ歌おう)                                                       | Aqours                                     | 24 août 2016      | 3          | Générique de fin (Saison 1)                                                     |
| Kimeta yo Hand in Hand (決めたよHand in Hand) / Daisuki dattara Daijoubu! (ダイスキだったらダイジョウブ！) | Chika Takami, Riko Sakurauchi, Yô Watanabe | 3 août 20146      | 5          | Episodes 1 et 3                                                                 |
| Yume de Yozora o Terashitai (夢で夜空を照らしたい) / Mijuku DREAMER (未熟DREAMER)                          | Aqours                                     | 14 septembre 2016 | 2          | Episodes 6 et 9                                                                 |
| Omoi yo Hitotsu ni Nare (想いよひとつになれ) / MIRAI TICKET                                                | Aqours                                     | 9 novembre 2016   | 3          | Episodes 11 et 13                                                               |
| Mirai no Bokura wa Shitteru yo (未来の僕らは知ってるよ)                                                    | Aqours                                     | 25 octobre 2017   | 3          | Générique de début (Saison 2)                                                   |
| Yuuki wa doko ni? Kimi no Mune ni! (勇気はどこに?君の胸に!)                                                | Aqours                                     | 15 novembre 2017  | 4          | Générique de fin (Saison 2)                                                     |
| MY Mai TONIGHT (MY舞☆TONIGHT) / MIRACLE WAVE                                                               | Aqours                                     | 29 novembre 2017  | 2          | Episodes 3 et 6                                                                 |
| Awaken the power                                                                                           | Saint Aqours Snow                          | 20 décembre 2017  | 3          | Episode 9                                                                       |
| WATER BLUE NEW WORLD / WONDERFUL STORIES                                                                   | Aqours                                     | 17 janvier 2018   | 4          | Episodes 12 et 13                                                               |
| Bokura no Hashitte Kita Michi wa... (僕らの走ってきた道は・・・) / Next Sparkling!!                        | Aqours                                     | 23 janvier 2019   | 1          | Chansons du film Love Live! Sunshine!! The School Idol Movie - Over the Rainbow |
| Toso Meiso Mebius Loop (逃走迷走メビウスループ) / Hop? Stop? Nonstop!                                      | Aqours                                     | 30 janvier 2019   | 2          | Chansons du film Love Live! Sunshine!! The School Idol Movie - Over the Rainbow |
| Believe again / Brightest Melody / Over The Next Rainbow                                                   | Saint Aqours Snow                          | 6 février 2019    | 3          | Chansons du film Love Live! Sunshine!! The School Idol Movie - Over the Rainbow |
| Genjitsu no Yohane -SUNSHINE in the MIRROR-                                                                |                                            |                   |            |                                                                                 |
| Genjitsu Mysterium (幻日ミステリウム)                                                                      | Aqours                                     | 26 juillet 2023   | 7          | Génériques de l'anime                                                           |
| Kimi no Tame Boku no Tame (キミノタメボクノタメ)                                                           | Aqours                                     | 2 août 2023       | 7          | Génériques de l'anime                                                           |
| Far far away / Be as one!!!                                                                                | Yohane / Dia, Ruby, Chika                  | 23 août 2023      | 8          | Episodes 1 et 3                                                                 |
| R.E.P / Hey, dear my friends                                                                               | Hanamaru, Yo, Kanan / Yohane, Riko, Mari   | 6 septembre 2023  | 14         | Episodes 4 et 6                                                                 |
| GIRLS!! / Wonder sea breeze                                                                                | Aqours                                     | 27 septembre 2023 | 13         | Episodes 7 et 8                                                                 |
| Forever U & I / La la Yuki no Uta (La la 勇気のうた)                                                       | Aqours                                     | 11 octobre 2023   | 11         | Episodes 12 et 13                                                               |
| Deep Blue                                                                                                  | Aqours                                     | 29 mai 2024       | 15         | Single pour le jeu "Yohane the Parhelion - BLAZE in the DEEPBLUE"               |

| Titre                                            | Artiste(s) | Date de sortie | Top Oricon | Notes                        |
| ------------------------------------------------ | ---------- | -------------- | ---------- | ---------------------------- |
| Landing action Yeah!!                            | Aqours     | 30 juin 2017   | 3          | "Next Step! Project"         |
| Hop・Step・Waai! (ホップ・ステップ・ワーイ! )    | Aqours     | 30 juin 2018   | 4          | "Hop! Step! Jump! Project"   |
| Jump up HIGH!!                                   | Aqours     | 30 juin 2019   | 2          | "Jumpin' up Project"         |
| JIMO-AI Dash!                                    | Aqours     | 26 août 2020   | 5          | "Take Me Higher Project"     |
| DREAMY COLOR                                     | Aqours     | 30 juin 2021   | 4          | "We are Challengers Project" |
| Yume to Mirai de MUGENDAI (ユメ＋ミライ＝無限大) | Aqours     | 30 juin 2022   | 5          | "Mugendai WORLD Project"     |
| SORA, FUJI, SUNSHINE!                            | Aqours     | 30 juin 2023   | 6          | "8th Anniversary Project"    |
| Bokura no umi de mata aou (僕らの海でまた会おう) | Aqours     | 30 juin 2024   | 7          |                              |

| Titre                                                | Date de sortie   | Top Oricon |
| ---------------------------------------------------- | ---------------- | ---------- |
| CYaRon!                                              |                  |            |
| Genki Zenkai DAY! DAY! DAY! (元気全開DAY! DAY! DAY!) | 11 mai 2016      | 6          |
| Kinmirai Happy End (近未来ハッピーエンド)            | 10 mai 2017      | 6          |
| Braveheart Coaster                                   | 4 décembre 2019  | 3          |
| AZALEA                                               |                  |            |
| Torikoriko PLEASE!! (トリコリコPLEASE!!)             | 25 mai 2016      | 7          |
| GALAXY HidE and SeeK                                 | 31 mai 2017      | 4          |
| Amazing Travel DNA                                   | 11 décembre 2019 | 3          |
| Guilty Kiss                                          |                  |            |
| Strawberry Trapper                                   | 8 juin 2016      | 6          |
| Kowareyasuki                                         | 21 juin 2017     | 4          |
| New Romantic Sailors                                 | 27 novembre 2019 | 2          |
| Saint Snow                                           |                  |            |
| Dazzling White Town                                  | 19 août 2020     | 5          |

| Titre                                                               | Artiste(s) | Date de sortie  | Top Oricon |
| ------------------------------------------------------------------- | ---------- | --------------- | ---------- |
| Love Live!! Sunshine!! Duo Trio Collection CD Vol.1 Summer Vacation | Aqours     | 2 août 2017     | 4          |
| Love Live! Sunshine!! Duo Trio Collection CD Vol.2 Winter Vacation  | Aqours     | 9 décembre 2020 | 5          |

| Titre                                                  | Artiste(s)                                                | Date de sortie  | Top Oricon | Notes                                                   |
| ------------------------------------------------------ | --------------------------------------------------------- | --------------- | ---------- | ------------------------------------------------------- |
| Waai WaiWai WaiWaiWai! (わーいわいわい わいわいわい！) | Waiwaiwai (You Watanabe, Yoshiko Tsushima, Ruby Kurosawa) | 9 novembre 2022 | 12         | Thème de l'émission Uranohoshi Girls' High School RADIO |
| peace piece pizza                                      | Waiwaiwai (You Watanabe, Yoshiko Tsushima, Ruby Kurosawa) | 8 mai 2024      | 10         |                                                         |

| Titre                    | Artiste(s)                                          | Date de sortie   | Top Oricon |
| ------------------------ | --------------------------------------------------- | ---------------- | ---------- |
| LIVE with a smile!       | Aqours, Nijigasaki Gakuen School Idol Club, Liella! | 3 novembre 2021  | 3          |
| not ALONE not HITORI     | Aqours, Nijigasaki Gakuen School Idol Club, Liella! | 24 novembre 2021 | 3          |
| BANZAI! digital trippers | Aqours feat. Hatsune Miku                           | 24 août 2022     | 3          |

| Titre                      | Artiste(s)  | Date de sortie  | Top Oricon |
| -------------------------- | ----------- | --------------- | ---------- |
| Aqours CHRONICLE 2015-2017 | Aqours      | 7 octobre 2020  | 3          |
| CYaRon! 1st Full Album     | CYaRon!     | 2 juin 2021     | 2          |
| AZALEA 1st Full Album      | AZALEA      | 23 juin 2021    | 5          |
| Guilty Kiss 1st Full Album | Guilty Kiss | 28 juillet 2021 | 3          |
| Aqours CHRONICLE 2018-2020 | Aqours      | 7 octobre 2021  | 3          |

| Titre                                                       | Artiste(s)                           | Date de sortie    | Top Oricon |
| ----------------------------------------------------------- | ------------------------------------ | ----------------- | ---------- |
| One More Sunshine Story                                     | Chika Takami (Anju Inami)            | 1er août 2020     | 3          |
| Pianoforte Monologue                                        | Riko Sakurauchi (Rikako Aida)        | 19 septembre 2020 | 8          |
| RED GEM WINK                                                | Ruby Kurosawa (Ai Furihata)          | 21 septembre 2020 | 10         |
| White First Love                                            | Dia Kurosawa (Arisa Komiya)          | 1er janvier 2021  | 2          |
| Sakana ka nanda ka?                                         | Kanan Matsuura (Nanaka Suwa)         | 10 février 2021   | 5          |
| Oyasuminasan!                                               | Hanamaru Kunikida (Kanako Takatsuki) | 4 mars 2021       | 4          |
| Beginner's Sailing                                          | Yō Watanabe (Shuka Saitō)            | 17 avril 2021     | 4          |
| New winding road                                            | Mari Ohara (Aina Suzuki)             | 13 juin 2021      | 7          |
| in this unstable world                                      | Yoshiko Tsushima (Aika Kobayashi)    | 13 juillet 2021   | 4          |
| THE STORY OF FEATHER - starring Takami Chika                | Chika Takami (Anju Inami)            | 1er août 2021     | 11         |
| THE STORY OF FEATHER - starring Sakurauchi Riko             | Riko Sakurauchi (Rikako Aida)        | 19 septembre 2021 | 9          |
| THE STORY OF FEATHER - starring Kurosawa Ruby               | Ruby Kurosawa (Ai Furihata)          | 21 septembre 2021 | 16         |
| THE STORY OF FEATHER - starring Kurosawa Dia                | Dia Kurosawa (Arisa Komiya)          | 1er janvier 2022  | 3          |
| THE STORY OF FEATHER - starring Matsuura Kanan              | Kanan Matsuura (Nanaka Suwa)         | 10 février 2022   | 10         |
| THE STORY OF FEATHER - starring Kunikida Hanamaru           | Hanamaru Kunikida (Kanako Takatsuki) | 4 mars 2022       | 8          |
| THE STORY OF FEATHER - starring Watanabe Yō                 | Yō Watanabe (Shuka Saitō)            | 17 avril 2022     | 9          |
| THE STORY OF FEATHER - starring Ohara Mari                  | Mari Ohara (Aina Suzuki)             | 13 juin 2022      | 11         |
| THE STORY OF FEATHER - starring Tsushima Yoshiko            | Yoshiko Tsushima (Aika Kobayashi)    | 13 juillet 2022   | 10         |
| THE STORY OF “OVER THE RAINBOW”~ starring Takami Chika      | Chika Takami (Anju Inami)            | 1er août 2022     | 18         |
| THE STORY OF “OVER THE RAINBOW”~ starring Sakurauchi Riko   | Riko Sakurauchi (Rikako Aida)        | 19 septembre 2022 | 15         |
| THE STORY OF “OVER THE RAINBOW”~ starring Kurosawa Ruby     | Ruby Kurosawa (Ai Furihata)          | 21 septembre 2022 | 11         |
| THE STORY OF “OVER THE RAINBOW”~ starring Kurosawa Dia      | Dia Kurosawa (Arisa Komiya)          | 1er janvier 2023  | 17         |
| THE STORY OF “OVER THE RAINBOW”~ starring Matsuura Kanan    | Kanan Matsuura (Nanaka Suwa)         | 10 février 2023   | 9          |
| THE STORY OF “OVER THE RAINBOW”~ starring Kunikida Hanamaru | Hanamaru Kunikida (Kanako Takatsuki) | 4 mars 2023       | 12         |
| THE STORY OF “OVER THE RAINBOW”~ starring Watanabe Yō       | Yō Watanabe (Shuka Saitō)            | 17 avril 2023     | 14         |
| THE STORY OF “OVER THE RAINBOW”~ starring Ohara Mari        | Mari Ohara (Aina Suzuki)             | 13 juin 2023      | 12         |
| THE STORY OF “OVER THE RAINBOW”~ starring Tsushima Yoshiko  | Yoshiko Tsushima (Aika Kobayashi)    | 13 juillet 2023   | 8          |
| THE STORY OF SUNSHINE!! - starring Takami Chika             | Chika Takami (Anju Inami)            | 1er août 2024     | 21         |
| THE STORY OF SUNSHINE!! - starring Sakurauchi Riko          | Riko Sakurauchi (Rikako Aida)        | 19 septembre 2024 | 20         |
| THE STORY OF SUNSHINE!! - starring Kurosawa Ruby            | Ruby Kurosawa (Ai Furihata)          | 21 septembre 2024 | 22         |
| THE STORY OF SUNSHINE!! - starring Kurosawa Dia             | Dia Kurosawa (Arisa Komiya)          | 1er janvier 2025  | 12         |
| THE STORY OF SUNSHINE!! - starring Mutsuura Kanan           | Kanan Matsuura (Nanaka Suwa)         | 10 février 2025   | 27         |
| THE STORY OF SUNSHINE!! - starring Kunikuda Hanamaru        | Hanamaru Kunikida (Kanako Takatsuki) | 4 mars 2025       | 26         |
| THE STORY OF SUNSHINE!! - starring Watanabe Yō              | Yō Watanabe (Shuka Saitō)            | 17 avril 2025     | 13         |
| THE STORY OF SUNSHINE!! - starring Ohara Mari               | Mari Ohara (Aina Suzuki)             | 13 juin 2025      | 17         |
| THE STORY OF SUNSHINE!! - starring Tsushima Yoshiko         | Yoshiko Tsushima (Aika Kobayashi)    | 13 juillet 2025   |            |

| BD volume | Titre                                                     | Artiste(s)                                         | Date de sortie    |
| Saison 1  | Saison 1                                                  | Saison 1                                           | Saison 1          |
| --------- | --------------------------------------------------------- | -------------------------------------------------- | ----------------- |
| 1         | Pops heart de odorunda mon! (Pops heartで踊るんだもん！)  | Aqours                                             | 27 septembre 2016 |
| 2         | Sora mo kokoro mo hareru kara (空も心も晴れるから)        | Chika Takami, Riko Sakurauchi, Yō Watanabe         | 26 octobre 2016   |
| 3         | Waku-Waku-Week!                                           | Yoshiko Tsushima, Hanamaru Kunikida, Ruby Kurosawa | 25 novembre 2016  |
| 4         | Daydream Warrior                                          | Aqours                                             | 22 décembre 2016  |
| 5         | G senjō no Cinderella (G線上のシンデレラ)                 | Kanan Matsuura, Dia Kurosawa, Mari Ohara           | 27 janvier 2017   |
| 6         | Thrilling one way (スリリング・ワンウェイ)                | Aqours                                             | 24 février 2017   |
| 7         | Taiyō o oikakero! (太陽を追いかけろ！)                    | Aqours                                             | 24 mars 2017      |
| Saison 2  |                                                           |                                                    |                   |
| 1         | One More Sunshine Story                                   | Chika Takami                                       | 22 décembre 2017  |
| 2         | Oyasuminasan! (おやすみなさん！)                          | Hanamaru Kunikida                                  | 26 janvier 2018   |
| 3         | in this unstable world / Pianoforte Monologue             | Yoshiko Tsushima / Riko Sakurauchi                 | 23 février 2018   |
| 4         | Beginner's Sailing                                        | Yō Watanabe                                        | 23 mars 2018      |
| 5         | RED GEM WINK / WHITE FIRST LOVE                           | Ruby Kurosawa / Dia Kurosawa                       | 24 avril 2018     |
| 6         | New winding road / Sakanakananda ka? (さかなかなんだか？) | Mari Ohara / Kanan Matsuura                        | 25 mai 2018       |
| 7         | Kiseki Hikaru (キセキヒカル)                              | Aqours                                             | 22 juin 2018      |
| Autres    |                                                           |                                                    |                   |
| Film      | i-n-g, I TRY!!                                            | Aqours                                             | 26 juillet 2019   |

| Titre                                       | Artiste(s)                                         | Date de sortie   | Notes |
| ------------------------------------------- | -------------------------------------------------- | ---------------- | ----- |
| P. S. no mukō-gawa (P.S.の向こう側)         | CYaRon!                                            | 24 mars 2017     | -     |
| LONELY TUNING                               | AZALEA                                             | 24 mars 2017     | -     |
| Guilty Eyes Fever                           | Guilty Kiss                                        | 24 mars 2017     | -     |
| Sakura Bye Bye (サクラバイバイ)             | CYaRon!                                            | 22 juin 2018     | -     |
| Sotsugyō desu ne (卒業ですね)               | AZALEA                                             | 22 juin 2018     | -     |
| Guilty!? Farewell party                     | Guilty Kiss                                        | 22 juin 2018     | -     |
| Hajimari Road (ハジマリロード)              | Yoshiko Tsushima, Hanamaru Kunikida, Ruby Kurosawa | 24 novembre 2018 | -     |
| Marine Border Parasol                       | Chika Takami, Riko Sakurauchi, Yō Watanabe         | 24 novembre 2018 | -     |
| Yosoku fukanō Driving! (予測不可能Driving!) | Matsuura Kanan, Kurosawa Dia, Ohara Mari           | 24 novembre 2018 | -     |

| Titre                                                                          | Artiste(s)                        | Date de sortie    | Format | Top Oricon |
| ------------------------------------------------------------------------------ | --------------------------------- | ----------------- | ------ | ---------- |
| Aqours First Love Live! ~Step! ZERO to ONE~                                    | Aqours                            | 27 septembre 2017 | BD/DVD | 2 (BD)     |
| Aqours 2nd Love Live! HAPPY PARTY TRAIN TOUR                                   | Aqours                            | 25 avril 2018     | BD/DVD | 4 (BD)     |
| Saint Snow Presents Lovelive! Sunshine!! Hakodate Unit Carnival                | Saint Snow, Aqours                | 24 octobre 2018   | BD/DVD | 3 (BD)     |
| Aqours 3rd Love Live! Tour 〜WONDERFUL STORIES〜                               | Aqours                            | 6 mars 2019       | BD/DVD | 1 (BD)     |
| Aqours 4th Love Live! - Sailing To The Sunshine                                | Aqours                            | 29 mai 2019       | BD/DVD | 1 (BD)     |
| Aqours 5th LoveLive! - Next SPARKLING!!                                        | Aqours                            | 8 janvier 2020    | BD/DVD | 1 (BD)     |
| Love Live! Series 9th Anniversary Love Live! Fest                              | Aqours, Saint Snow, Nijigaku, µ's | 9 septembre 2020  | BD     | 2          |
| Saint Snow 1st GIG - Welcome to Dazzling White Town                            | Saint Snow                        | 9 juin 2021       | BD     | 3          |
| Guilty Kiss First Love Live! - New Romantic Sailors                            | Guilty Kiss                       | 25 août 2021      | BD     | 8          |
| CYaRon! First Love Live! - Braveheart Coaster                                  | CYaRon!                           | 25 août 2021      | BD     | 7          |
| AZALEA First Lovelive! - In The Dark /*himitsu no Monogatari*/                 | AZALEA                            | 1er juin 2022     | BD     | 4          |
| LoveLive! Series Presents COUNTDOWN LoveLive! 2021→2022 ～LIVE with a smile!～ | Aqours, Nijigaku, Liella!         | 14 septembre 2022 | BD     | 4          |
| Aqours 6th Love Live! ~KU-RU-KU-RU Rock 'n' Roll TOUR~ <OCEAN STAGE>           | Aqours                            | 2 novembre 2022   | BD     | 7          |
| CYaRon! 2nd Love Live! - Dai kakumei☆Wake Up Kingdom -                         | CYaRon!                           | 16 novembre 2022  | BD     | 4          |
| Guilty Kiss 2nd LoveLive! - Return To Love ♡ Kiss Kiss Kiss -                  | Guilty Kiss                       | 7 décembre 2022   | BD     | 4          |
| Aqours 6th Love Live! ~KU-RU-KU-RU Rock 'n' Roll TOUR~ <SUNNY STAGE>           | Aqours                            | 14 décembre 2022  | BD     | 10         |
| AZALEA 2nd LoveLive! - Amazing Travel DNA Reboot -                             | AZALEA                            | 21 décembre 2022  | BD     | n/a        |
| Aqours 6th Love Live! ~KU-RU-KU-RU Rock 'n' Roll TOUR~ <WINDY STAGE>           | Aqours                            | 15 février 2023   | BD     | 5          |

### Annotations
1. ↑  En achetant le coffret de la saison 1 de l'anime dans les magasins Gamers (CYaRon!), Sofmap (AZALEA) ou  Animate (Guilty Kiss)
2. ↑  En achetant le coffret de la saison 2 de l'anime dans les magasins Gamers (CYaRon!), Sofmap (AZALEA) ou  Animate (Guilty Kiss)
3. ↑  Avec l'achat d'un ticket de cinéma pour le film d'animation

### Sources
- (en) Cet article est partiellement ou en totalité issu de l’article de Wikipédia en anglais intitulé « Love Live! Sunshine!! » (voir la liste des auteurs).

- (ja) Cet article est partiellement ou en totalité issu de l’article de Wikipédia en japonais intitulé « ラブライブ!サンシャイン!! » (voir la liste des auteurs).

1. ↑  (ja) « ラブライブ!サンシャイン!! (1) », ASCII Media Works (consulté le 23 octobre 2017)
2. ↑  (ja) « ラブライブ!サンシャイン!! FIRST FAN BOOK », ASCII Media Works (consulté le 23 octobre 2017)
3. ↑  (en) « "Love Live! Sunshine!!" TV Anime 2nd Season Confirms October 7 Premiere », sur Crunchyroll, 2 septembre 2017 (consulté le 2 septembre 2017)
4. ↑  (ja) « yohane.net »
5. ↑  (en) « Love Live! Sunshine!! Idols Join School Idol Festival Game App », sur Anime News Network, Anime News Network, 11 janvier 2016 (consulté le 6 septembre 2016)
6. ↑  (ja) « 永久hours », Oricon
7. ↑  (ja) « Dazzling White Town », Oricon
8. ↑  (ja) « BANZAI! digital trippers », Oricon
9. ↑  (ja) « Love Live Fes », Oricon